# Flamengo
Flamengo byla česká rocková skupina působící v letech 1966 až 1972. Iniciátorem jejího vzniku byl bubeník Přemysl Černý. Na postu zpěváka se střídali Petr Novák s Viktorem Sodomou, který byl záhy nahrazen Karlem Kahovcem. Občas se za mikrofon postavil i Pavel Sedláček.
V červnu 1967 odešel Petr Novák. Kapela se začala více orientovat na soulovou a bluesovou hudbu, do repertoáru přebírala nepůvodní repertoár, například „No Reply“ od Johna Mayalla. V březnu 1969 odešel Karel Kahovec, na angažmá do SRN odjela kapela s Ivanem Khuntem na postu zpěváka. V Německu se ke kapele přidala anglická zpěvačka Joan Duggan, což potvrdilo příklon kapely k blues. Později odešla spolu s kytaristou Františkem Franclem do skupiny Jazz Q.
Na začátku 70. let 20. století se vykrystalizovala nejsilnější sestava Vladimír Mišík, Ivan Khunt, Pavel Fořt, Jan Kubík, Vladimír Guma Kulhánek a Jaroslav Erno Šedivý. V této sestavě kapela natočila legendární album Kuře v hodinkách, které je mnohými odborníky považováno za vůbec nejlepší album české rockové historie. Vydání desky se podařilo prosadit i díky tomu, že se na její tvorbě autorsky podílel Josef Kainar. Ten napsal všechny texty s výjimkou písně „Stále dál“, která je dílem Hynka Žalčíka, který byl producentem desky. O výsledný zvuk alba se významně zasloužil zvukový mistr Petr Kocfelda.
U příležitosti výroční reedice alba Kuře v hodinkách byla skupina v roce 2012 obnovena v sestavě Vladimír Mišík (zpěv), Vladimír Guma Kulhánek (baskytara) a Pavel Fořt (kytara). Ostatní nástroje obstarali Jiří Zelenka (bicí), Pavel Skála (kytara), Jakub Doležal (flétna, saxofon) a Pavel Bohatý (zpěv, klávesy). Zatím poslední koncert této obnovené sestavy se konal 19. 10. 2015 v Paláci Akropolis, při příležitosti vydání DVD Živé Kuře v hodinkách.
V roce 2022 na kapelu navázalo Flamengo Reunion Session. Původní členy Flamenga - Vladimíra Kulhánka a Pavla Fořta, doplnili zpěvák a hráč na klávesové nástroje Honza Holeček, bubeník Jiří Zelenka a saxofonista a flétnista Vladimír „Boryš“ Secký . Kompletní repertoár LP Kuře v hodinkách, včetně singlových nahrávek a návratům ke kořenům Flamenga, kapela předvádí koncertně  i roku 2022 zaznamenala na živém albu Flamengo Reunion Session: Live .

## Diskografie

### Alba
- Kuře v hodinkách (1972)
- The Best of Flamengo - 1967-71 (1994)
- Paní v černém - singly 1967-72 (2003)
- Živé Kuře v hodinkách (2015) – DVD

### Singly
- „Já budu chodit po špičkách“ / „Povídej“ (1967)
- „Vyber si palác“ / „Svou lásku jsem rozdal“ (1967)
- „Náhrobní kámen“ / „Paní v černém“ (1967)
- „Džbán“ / „Poprava blond holky“ (1967)
- „Co skrýváš v očích“ / „Zavraždil jsem lásku“ (1968)
- „No Replay“ / „The Way for Horses“ (1969), (No Reply - coververze Johna Mayalla)
- „Summertime“ / „To Much Love is a Bad Thing“ (1969), (Summertime - coververze Janis Joplin))
- „Každou chvíli“ / „Týden v elektrickém městě“ (1971)
- „Kuře v hodinkách“ / „Stále dál“ (1972)

### Split
- Vím, že pláčem to skončí (1970) (Bratislavská lýra '70)

### Kompilace
- Bazarem proměn 1967–1976 - Flamengo, Jazz Q, Etc… (LP Panton, 1990)
- Náhrobní kámen - Petr Novák, singly 1967-69 - Flamengo, George & Beatovens (CD Bonton, 1996)